# Gospodarstvo Trinidada i Tobaga
Gospodarstvo Trinidada i Tobaga je jedno od najbogatijih i najrazvijenijih u Karibima, a izgrađeno je na temelju prihoda od nafte i zemnog plina. Ipak, postoji velika ovisnost o kolebanju cijena na svjetskom tržištu. Kao protutežu energijski zahtjevnoj baznoj industriji počeli su razvijati turizam te financijske i poslovne djelatnosti. Najznačajnija je djelatnost dobivanje i prerada nafte i zemnog plina koja zapošljava tek 5% ukupno zaposlenih, ali ostvaruje čak 80% izvoza i 40% BDP-a.
Poljoprivreda nije dostatna niti za vlastite potrebe, a tradicionalno je najvažnija šećerna trska dok se još proizvodi voće (naranče, grejp, banane), kokosovi orasi, riža, kakao i kava. Dobro je razvijeno ribarstvo u obalnim vodama. U nižim dijelovima Trinidada i u plitkom obalnom pojasu južno od otoka nalaze se značajna ležišta nafte i zemnog plina. Jedan je od vodećih izvoznika ukapljenog plina na svijetu, te zadovoljava većinu potreba SAD-a. Najveće nalazište prirodnog asfalta nalazi se u jugozapadnom dijelu Trinidada (Pitch Lake). Od industrijskih grana najrazvijenija je petrokemijska i bazična kemijska industrija. Osim domaće, u dvije rafinerije, prerađuje se i venecuelanska nafta. Trinidad i Tobago je s 11 postrojenja za proizvodnju amonijaka i sedam postrojenja za proizvodnju metanola najveći svjetski izvozni amonijaka i drugi najveći izvoznik metanola. Dobro su razvijene i metalna industrija, strojogradnja, prehrambena i tekstilna industrija te industrija građevinskog materijala (cement). Turizam je razvijen u glavnom gradu Port of Spainu, na Tobagu i na sjevernim obalama Trinidada.